# J'accuse…!
Vous lisez un « bon article » labellisé en 2011.
« J'accuse » redirige ici. Pour les autres significations, voir J'accuse (homonymie).

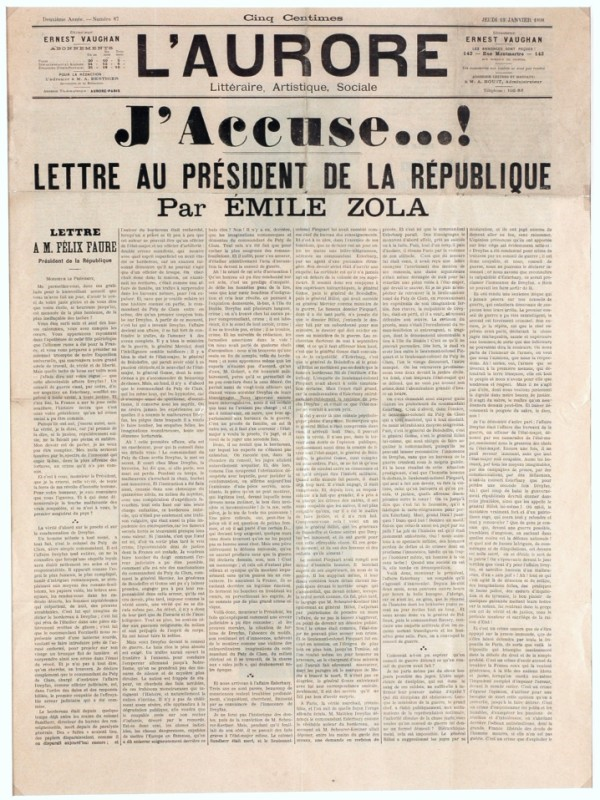
« J'accuse…! » à la une de L'Aurore du 13 janvier 1898.

« J'accuse…!  » est le titre d'un article rédigé par Émile Zola au cours de l'affaire Dreyfus et publié dans le journal L'Aurore no 87 du 13 janvier 1898 sous la forme d'une lettre ouverte au président de la République française, Félix Faure.
En 1894, Alfred Dreyfus, officier français d'état-major d'origine alsacienne et de confession juive, accusé à tort d'avoir livré des documents à l'Allemagne, est condamné à l'emprisonnement à perpétuité et expédié sur l'île du Diable, en Guyane française. Sa famille organise sa défense et le véritable traître est identifié en novembre 1897 : c'est le commandant Walsin Esterhazy, fait reconnu par le lieutenant-colonel Georges Picquart, chef du service des renseignements militaires. Mais Picquart est limogé par l'état-major, manœuvre visant à empêcher toute reprise judiciaire de l'affaire. Malgré tout, l'élargissement du soutien à Dreyfus qui s'ensuit oblige l'état-major de l'armée à faire comparaître le commandant Esterhazy en conseil de guerre ; il est acquitté à l'unanimité le 11 janvier 1898.
C'est ce verdict scandaleux qui pousse Émile Zola à intervenir de façon très forte, en s'exposant personnellement à des poursuites en cour d'assises, devant un tribunal civil et non militaire. En lançant par voie de presse des accusations nominatives contre dix acteurs de l'affaire, dont le ministre de la Guerre et le chef d'état-major de l'armée, le romancier sait qu'il se met sous le coup de la loi du 29 juillet 1881 sur la liberté de la presse, ce qu'il écrit lui-même à la fin de son texte.
Zola comparaît effectivement au mois de février 1898. Bien que le président de la Cour interdise de parler de l'affaire Dreyfus, plus de cent témoins parviennent à s'exprimer. Zola est condamné au maximum de la peine et s'exile à Londres. Mais le procès a mis au grand jour les failles de l'accusation contre Alfred Dreyfus, ce qui a pour conséquence la révision de son cas quelques mois plus tard (procès de Rennes en 1899 suivi de sa grâce immédiate puis 7 ans plus tard, en 1906, de sa réhabilitation par la Cour de cassation).
« J'accuse… ! » est donc, au travers de son engagement et en raison des résultats obtenus, le symbole du pouvoir de la presse au service de la défense d'un homme et de la vérité.

## Les circonstances

### Émile Zola en 1898

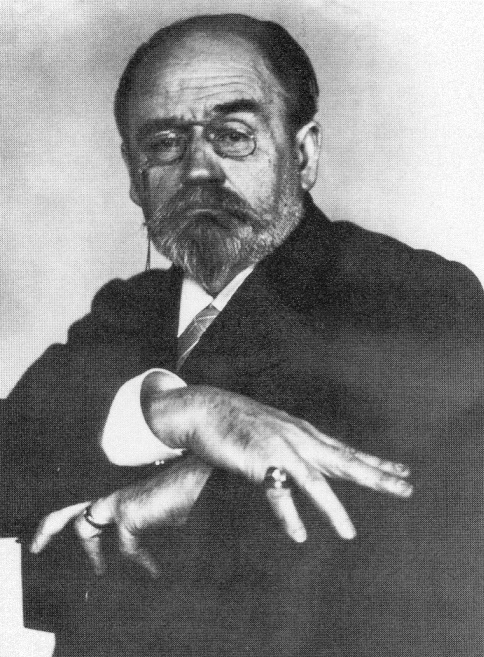
Émile Zola en pleine gloire s'engage dans l'affaire Dreyfus. En mars 1898, l'écrivain est photographié par Nadar dans l'attitude qu'évoque la conclusion de « J'accuse… ! » : « J'attends. »

En 1898, Émile Zola est un écrivain au sommet de la gloire. Bien qu'il n'ait jamais pu se faire élire à l'Académie française, il est décoré de la Légion d'honneur et préside la Société des gens de lettres. Ayant déjà achevé son cycle romanesque des Rougon-Macquart en vingt volumes, il termine à ce moment-là un triptyque, Les Trois Villes, et s'apprête à en commencer un autre, Les Quatre Évangiles. Il est à l'abri du besoin, et même à la tête d'une petite fortune, après des décennies de vaches maigres. Il n'a plus rien à prouver ni à gagner dans ce nouvel engagement.
Reconnu avant tout comme romancier, Zola a pourtant commencé sa carrière d'homme de lettres dans la presse, dont il a compris le pouvoir croissant. Journaliste passé par toutes les rubriques de nombreux journaux, y compris les faits divers, il y a acquis la maîtrise d'une écriture tournée vers l'efficacité. Surtout, son éloquence fait de lui l'un des éditorialistes à la fois les plus respectés et les plus craints de la presse parisienne.
Il s'est aussi fait longtemps connaître comme critique d'art, épinglant ou louant les nouveaux mouvements picturaux comme les anciens. Son passage au Figaro a été particulièrement remarqué, quotidien qu'il quitte officiellement le 22 septembre 1881 dans un article à la une, « Adieux », pour se consacrer entièrement aux Rougon-Macquart.
Avant ses premiers contacts à l'occasion de l'affaire Dreyfus, Zola n'a jamais fait de politique, hormis un bref intermède à la chute du Second Empire, afin d'obtenir un poste de sous-préfet, sans succès. Observateur attentif de cette fin de régime et de la naissance de la Troisième République, il s'est tenu à l'écart de tout engagement. Mieux : son observation du monde politique le rend sceptique, et il gardera toujours une once de mépris et d'incrédulité face à un personnel politique beaucoup trop compromis à son goût. Mais il reste convaincu que la République et la démocratie sont les meilleurs garants des libertés publiques. Zola sait, la connaissant bien, qu'il pourra compter sur une presse de contre-pouvoir le jour où il décidera de s'engager pour une cause,.

### L'affaire Dreyfus jusqu'en janvier 1898
L'affaire Dreyfus commence à l'automne 1894 sur la base d'une lettre appelée « bordereau ». Cette lettre prouve que des fuites sont organisées vers l'ambassade d'Allemagne à Paris. Un capitaine d'état-major de confession juive, Alfred Dreyfus, est alors accusé d'espionnage et condamné au bagne à perpétuité car son écriture ressemble à celle du bordereau. Malgré les dénégations de l'accusé, un dossier vide de preuves, l'absence de mobile, le conseil de guerre le condamne à l'unanimité. Cette unanimité emporte l'adhésion quasi totale de l'opinion publique française : Dreyfus a trahi et a été justement condamné, pense-t-on. Le capitaine est dégradé dans la cour d'honneur de l'École militaire à Paris le 5 janvier 1895, puis expédié à l'île du Diable, en Guyane française. Deux années passent.
La famille du capitaine n'a jamais accepté cette condamnation. Mathieu Dreyfus, le frère du condamné, et Lucie Dreyfus, son épouse, ne peuvent s'y résoudre et engagent tout leur temps et leurs moyens. Petit à petit, des informations filtrent, des détails s'amoncellent encourageant la famille dans la voie de la demande de révision. Parallèlement, Georges Picquart, nouveau chef des services secrets français, s'aperçoit à l'été 1896 que le véritable auteur du bordereau n'est pas Alfred Dreyfus mais Ferdinand Walsin Esterhazy, commandant d'infanterie, criblé de dettes. Fort de ces constatations, le lieutenant-colonel Picquart prévient ses chefs. Mais ces derniers refusent de rendre l'erreur publique et insistent afin que les deux affaires restent séparées. Devant l'insistance du lieutenant-colonel Picquart, celui-ci est limogé et transféré en Afrique du Nord. Alors qu'il est l'objet de diverses machinations orchestrées par son ancien subordonné le commandant Henry, Picquart confie ses secrets à son ami l'avocat Louis Leblois. Celui-ci, révolté par l'iniquité faite au capitaine Dreyfus, se confie à son tour au vice-président du Sénat Auguste Scheurer-Kestner, mais tous deux décident de garder le secret faute de preuves positives.
Le tournant vient de la publication du fac-similé du bordereau par le journal Le Matin en novembre 1896. L'écriture du coupable est placardée dans tout Paris et, inévitablement, elle est reconnue : c'est celle d'Esterhazy. Mathieu Dreyfus en est informé et Lucie Dreyfus porte plainte contre Esterhazy. Auguste Scheurer-Kestner intervient alors officiellement et devient la cible des nationalistes et des antisémites. Le haut commandement vole au secours d'Esterhazy. Devant les risques présentés par les interrogations de l'opinion publique et l'éventuelle mise en place d'une enquête parlementaire en conséquence, il n'a d'autre choix que de faire comparaître Esterhazy en conseil de guerre. L'intérêt de cette décision pour les militaires est de fermer définitivement la voie juridique à la révision de l'affaire Dreyfus par un acquittement contre lequel il ne peut pas y avoir d'appel. L'audience est ouverte le 10 janvier 1898. Adroitement manipulés, l'enquêteur, de Pellieux, et les militaires magistrats acquittent le véritable traître au terme d'une parodie de justice de deux journées, à l'issue d'un délibéré de trois minutes. En réponse, Zola, qui avait déjà écrit trois articles assez modérés dans Le Figaro, décide de frapper un grand coup au travers d'une lettre ouverte au président de la République.

## Zola devient acteur de «l'Affaire»

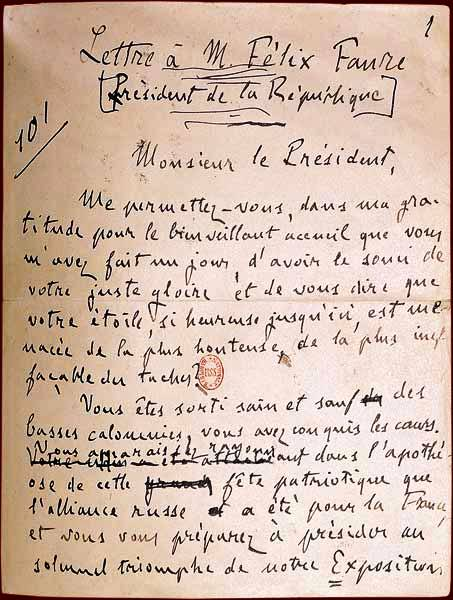
Première des 32 pages autographes du manuscrit de « J'accuse… ! », janvier 1898.

La source du combat d'Émile Zola est à rechercher dans la tradition d'engagement politique de l'intellectuel, illustrée avant lui, et notamment par Voltaire et l'affaire Calas au XVIIIe siècle ou encore, plus récemment, par Victor Hugo, dont l'affrontement avec Louis-Napoléon Bonaparte reste vivant dans tous les esprits.
Ces écrivains ont su, à l'occasion, consacrer leur savoir-faire et leur habileté rhétorique à combattre l'intolérance et l'injustice. Ils ont mis leur célébrité au service de la cause défendue, sans souci des conséquences. Le camp dreyfusard cherchait à générer un engagement de ce type, souhaitait l'emblème littéraire au profit de leur cause. La presse de l'automne-hiver 1897-1898 fait référence de nombreuses fois à l'affaire Calas ou au Masque de fer, en réclamant un nouveau Voltaire pour défendre Alfred Dreyfus,.
Mais les grandes plumes avaient disparu : Honoré de Balzac, Guy de Maupassant, Gustave Flaubert ou même Alphonse Daudet, qui meurt à ce moment-là, en décembre 1897. Des grands hommes de lettres célèbres ne restait qu'Émile Zola. Sollicité, il décide d'intervenir directement dans le débat au cours de l'automne 1897, après une longue réflexion. C'est que jusqu'à cette date le romancier a pratiquement ignoré l'affaire Dreyfus. Elle ne l'intéressait pas, sauf à craindre la montée des périls antisémites qui le navraient,.
Approché par le vice-président du Sénat Auguste Scheurer-Kestner, Zola est convaincu de l'iniquité de la décision de justice ; le sénateur détient, en effet, des informations indirectes mais sûres de l'avocat Louis Leblois. Ce dernier, confident du colonel Picquart, ex-chef des Renseignements militaires, le conseille ; ce cercle restreint connaît, depuis la fin de l'été, le nom du véritable coupable, le commandant Esterhazy. En cette fin d'année 1897, Zola, révolté par l'injustice et les réactions insultantes de la presse nationaliste, décide d'écrire plusieurs articles dans Le Figaro en faveur du mouvement dreyfusard naissant. Le premier, intitulé « M. Scheurer-Kestner », paraît le 25 novembre 1897 et se veut un plaidoyer en faveur de l'homme politique courageux qui se dresse contre l'injustice de la condamnation du capitaine Dreyfus. C'est cet article qui scande le leitmotiv des dreyfusards pour les années à venir : « La vérité est en marche et rien ne l'arrêtera », un trait qui exprime le sens de la formule de l'auteur des Rougon-Macquart.
Cet article, et les deux suivants, titrés « Le Syndicat » le 1er décembre et « Procès-verbal » le 5 décembre, restent sans effet notoire. Les militaires, pas plus que les hommes politiques, ne sont impressionnés par cet engagement résolu mais encore modéré.
Cependant, l'engagement relatif d'Émile Zola a indigné une partie du lectorat du Figaro. Des pressions nombreuses incitent sa direction à informer le romancier que ses colonnes lui seront désormais fermées. Fernand de Rodays, l'un de ses directeurs, le plus favorable à la cause dreyfusarde, décide alors de passer la main à son associé et se retire de la direction du Figaro,.
La légende, entretenue par Zola lui-même, veut que l'écrivain ait rédigé l'article « J’accuse… ! » en deux jours, entre le 11 et le 13 janvier, sous le coup de l'émotion issue du verdict d'acquittement rendu au profit du commandant Esterhazy. Mais les spécialistes ne sont pas de cet avis,,. La densité des informations contenues dans l'article et divers indices démontrant l'intention de Zola font pencher plutôt pour une préméditation qui remonte bien avant le procès Esterhazy, fin décembre 1897. En effet, la première ébauche de l'article était en fait une lettre à la famille Dreyfus en été 1895 écrite par l'anarchiste Bernard Lazare, spécialiste de l'affaire, qui avait fini par donner cette lettre à Zola.
Du reste, il semble que Zola ne croyait pas à la condamnation d'Esterhazy, d'après son meilleur ami, Paul Alexis, à qui Zola révèle, une semaine avant la fin du procès, sa certitude de l'acquittement du véritable traître. Mais les deux options sont toutefois envisagées : ou Esterhazy est reconnu coupable, et l'article appuiera sur les zones d'ombre de l'Affaire en exigeant la révision ; ou c'est l'acquittement, et le pamphlet n'en sera que plus redoutable. Dans les deux cas, l'objectif est de répondre violemment à l'iniquité : Zola décide un coup d'éclat.
Après le retrait du Figaro, et après avoir échoué dans ses contacts avec d'autres journaux, Émile Zola songe à publier son futur texte en plaquette, puisqu'il ne dispose plus de support de presse pour exprimer son indignation. C'est à ce moment que Louis Leblois, ami du colonel Picquart, lui suggère de se rapprocher du journal L'Aurore et de Clemenceau,,,.
« J’accuse… ! » paraît dans l'édition du 13 janvier 1898 du journal L'Aurore, deux jours seulement après l'acquittement d'Esterhazy par le Conseil de guerre le 11 janvier, alors que ce jugement semblait ruiner tous les espoirs nourris par les partisans d'une révision du procès ayant condamné Dreyfus. L'article, distribué dès huit heures du matin, fait toute la « une » et une partie de la deuxième page du quotidien, dont 200 000 à 300 000 exemplaires s'arrachent en quelques heures à Paris. C'est le texte d'un écrivain, une vision de romancier, qui transforme les acteurs du drame en personnages de roman.
Charles Péguy est témoin de l'événement :

« Toute la journée, dans Paris, les camelots à la voix éraillée crièrent L'Aurore, coururent avec L'Aurore, en gros paquets sous les bras, distribuèrent L'Aurore aux acheteurs empressés. Le choc fut si extraordinaire que Paris faillit se retourner. »

Coïncidence, au moment même où les premiers exemplaires de « J’accuse… ! » sont vendus sur le pavé parisien, Picquart est arrêté à son domicile et incarcéré au Mont-Valérien. Le même jour, les élections du président du Sénat et de ses vice-présidents voient la défaite d'Auguste Scheurer-Kestner, premier homme politique dreyfusard, désavoué par ses pairs au surlendemain du verdict d'acquittement du procès Esterhazy. C'est dans ce contexte difficile pour les défenseurs d'Alfred Dreyfus que paraît « J’accuse… ! ».

### L'Aurore

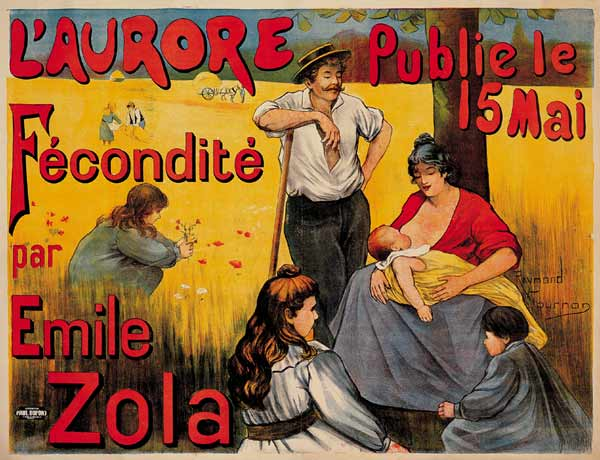
Raymond Tournon, affiche créée pour la parution de Fécondité en feuilleton dans L'Aurore, en 1899.

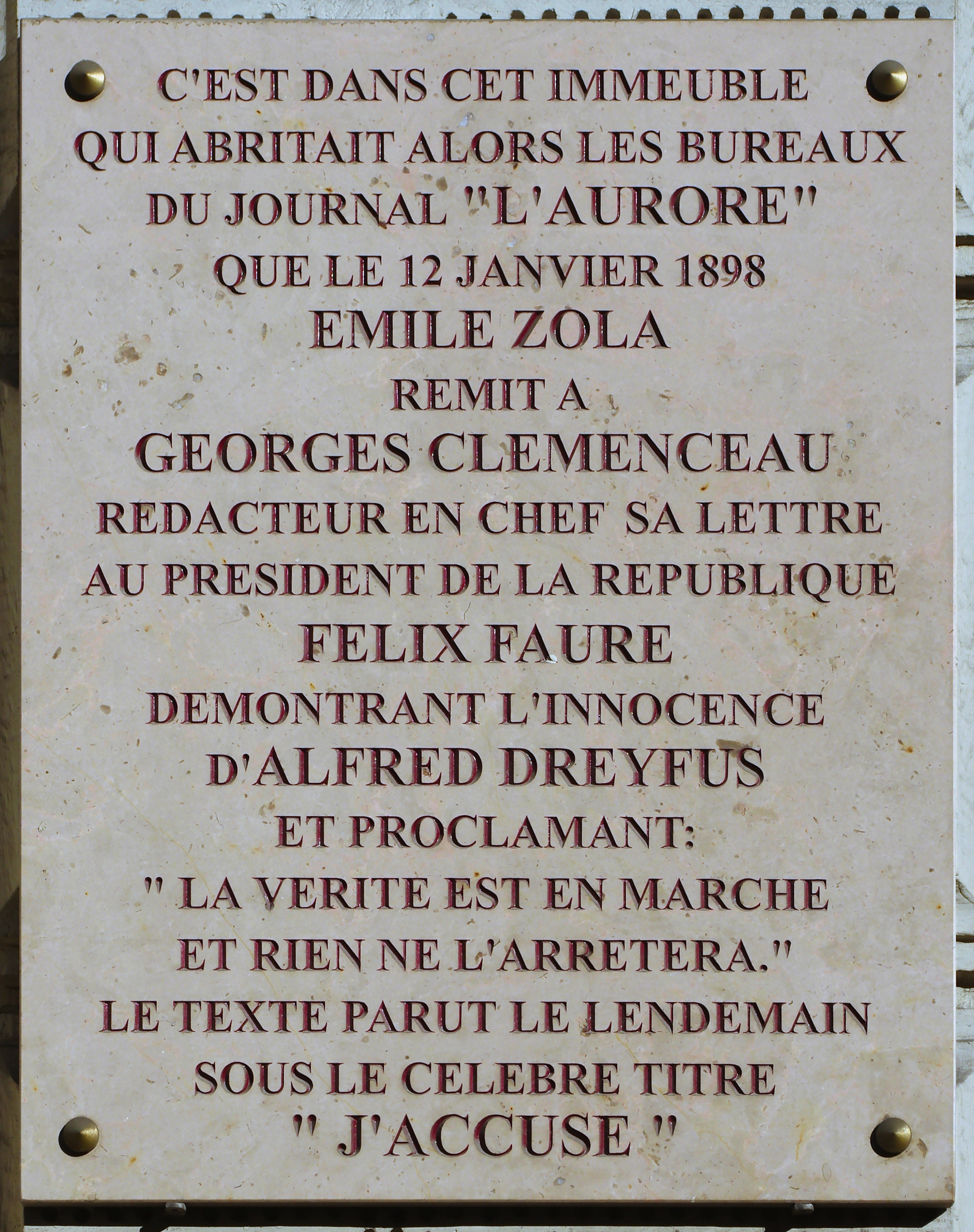
Plaque commémorative, apposée en 2006 sur la façade de l'ancien siège du journal L'Aurore, au 142 rue Montmartre à Paris (2e).

Le support du texte d'Émile Zola est un jeune quotidien militant de gauche, le journal L'Aurore. Il s'agit d'une feuille du matin très récemment créée, à la fin du mois d'octobre 1897. Le quotidien n'a donc que trois mois d'existence au moment de la parution de l'article de Zola. Le jeudi 13 janvier 1898, le titre affiche ainsi le no 87.
Son fondateur et directeur, Ernest Vaughan, politiquement très marqué par Proudhon, avait adhéré à l'Internationale dès 1867. Collaborateur de plusieurs journaux, il était en 1881 devenu le gérant de L'Intransigeant, qu'il dut quitter à cause d'un différend avec son beau-frère, Henri Rochefort, en 1888. Après avoir créé L'Aurore en 1897, il quittera la presse en 1903.
Lors de ce lancement, Vaughan tient absolument à s'attacher les services de Georges Clemenceau, qui vient de faire cesser la parution de la Justice quelques mois plus tôt, après seize ans de parution et 688 éditoriaux.
Une autre personnalité du journal est Alexandre Perrenx, quarante-quatre ans en janvier 1898. C'est le gérant du journal, dont le nom sera connu essentiellement au moment du procès d'Émile Zola, comme son co-accusé, défendu par Albert Clemenceau, le frère de l'éditorialiste. Il semble toutefois n'avoir joué aucun rôle dans la publication du texte de Zola.
L'Aurore est donc un petit quotidien parisien avant tout orienté vers la vie artistique et littéraire parisienne.
Il offre aussi une tribune politique à un centre gauche républicain progressiste, principalement incarné par Georges Clemenceau, son éditorialiste. Logé au 142, rue Montmartre, au troisième étage d'un immeuble en arrière-cour, il dispose de locaux modestes. L'équipe de rédaction est réduite à une demi-douzaine de collaborateurs provenant principalement des quotidiens la Justice, comme Gustave Geffroy, ou l'Intransigeant.
Le journal dispose de sa propre composition, mais pas de son imprimerie. L'impression du journal est confiée à l'imprimerie Paul Dupont, qui traite aussi la production du Radical, du Jour et de la Patrie. C'est aussi la raison pour laquelle ces quatre journaux portent la même adresse, celle de leur imprimeur.
Le principal collaborateur de Vaughan est Urbain Gohier, dont les outrances antimilitaristes feront fuir de nombreux lecteurs dreyfusards et provoqueront le départ de Clemenceau en 1899. L'équipe rédactionnelle comprend aussi un collaborateur de poids en la personne de Bernard Lazare, auteur des premières brochures éditées pour défendre Alfred Dreyfus. C'est lui qui, en quelques semaines, convainc de l'iniquité l'équipe rédactionnelle du journal.
L'Aurore restera le chef de file des journaux dreyfusards parisiens en offrant un espace d'expression à toutes les principales figures du mouvement. Émile Zola y reste fidèle jusqu'à sa mort, offrant même au quotidien la publication en feuilleton de son roman Fécondité au retour de son exil londonien, en 1899.
La publication du pamphlet de Zola constitue l'heure de gloire du quotidien, par ailleurs d'une audience fort modeste. Alors que les tirages moyens sont très généralement inférieurs à 30 000 exemplaires, ils culminent certainement au-delà de 200 000 exemplaires à cette mi-janvier 1898, mais on ne connaît pas exactement la diffusion de l'édition du 13 janvier 1898, qui est située entre 200 000 et 300 000 exemplaires. Le titre cesse de paraître lorsque la guerre éclate, le 2 août 1914, ses employés étant tous mobilisés.

### Un titre percutant, «un cri pour la rue»

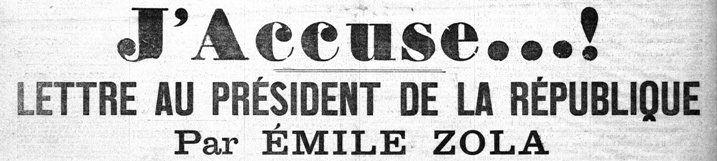
Un titre conçu pour frapper au premier coup d'œil.

Des contacts ayant été pris avec Clemenceau dès le début de l'année 1898, Émile Zola rencontre Ernest Vaughan, patron de L'Aurore, le matin du 12 janvier pour parler de son article titré : « Lettre à M. Félix Faure Président de la République ».
En fin d'après-midi, Zola se présente au journal et donne lecture de son article à l'ensemble de la rédaction. Clemenceau tique. Il n'a pas le même point de vue que Zola. L'Aurore défend en effet une vision formellement légaliste de l'affaire Dreyfus. L'innocence de Dreyfus doit être prouvée dans un nouveau procès, pas dans un journal. Mais l'éditorialiste s'incline devant les qualités indéniables du texte en s'exclamant : « C'est immense, cette chose-là ! ».
L'équipe rédactionnelle bute aussi sur le titre de l'article : « Lettre au président de la République ». Ce titre avait été choisi par Zola dans la même veine que ses publications précédentes comme « Lettre à la jeunesse ». Mais la décision de publier dans un journal du matin le remet en cause. Georges Clemenceau et Ernest Vaughan s'emparent du sujet, puisque le titre choisi par le romancier ne convient plus à un journal. Vaughan raconte : « Je voulais faire un grand affichage et attirer l'attention du public ».
Le titrage de l'article de « une » doit en effet pouvoir se lire facilement d'assez loin sur des affiches, et surtout pouvoir se crier dans la rue. L'objet est aussi de répondre à la presse du soir, bon marché, orientée sur le fait divers, « la presse immonde », majoritairement anti-dreyfusarde, dont l'usage est de titrer en très grosse force de caractère.
C'est une forme de marque de fabrique, par opposition à la grande presse d'opinion qui titre à la colonne. C'est cette presse contre laquelle Zola s'insurge, et en utilisant l'un de leurs artifices il s'adresse aussi à son lectorat.
On comprend dès lors que le titre initialement choisi par Zola soit inadéquat du fait de sa longueur. Car en cette fin de siècle, sans médias audiovisuels, l'information est dans la rue, et c'est dehors, sur le pavé, que l'on vient la chercher, tout au moins dans les grandes villes. Vaughan cherchant ainsi un titre qu'on puisse crier, c'est Clemenceau qui met le groupe sur la voie en faisant remarquer : « Mais Zola vous l'indique, le titre, dans son article : c'est “J’accuse… !” ».
C'est donc en regard de la péroraison finale que la rédaction de L'Aurore choisit le titre qui va barrer la « une » du quotidien le lendemain matin.

### Un article cinglant et délibérément retentissant
Si « J’accuse… ! » a tant marqué les esprits, c'est qu'il apporte un certain nombre de nouveautés, rarement vues dans la presse avant lui. Ce véritable coup, voulu comme tel par le romancier, innove ainsi à la fois sur le fond et sur la forme.

#### Un plan simple
Pour son article, Zola opte pour un plan simple. L'objectif de l'écrivain est de faire comprendre l'écheveau de l'affaire Dreyfus de la manière la plus lumineuse possible. Il fait bien acte d'écrivain en ordonnant clairement son récit.
Zola explique d'abord, dans son introduction, les ressorts initiaux de l'erreur judiciaire, qu'il qualifie d'implacable, d'inhumaine. Il justifie aussi la forme de son message, en une lettre ouverte au président de la République. Dans sa première partie, il use du procédé de l'analepse, transportant le lecteur trois ans auparavant, à l'automne 1894. On assiste aux différentes procédures judiciaires contre Alfred Dreyfus, de son arrestation à sa condamnation. Dans la seconde, le romancier explique les conditions de la découverte du véritable coupable, Ferdinand Esterhazy.
La troisième partie est consacrée à la collusion des pouvoirs publics afin de protéger le véritable traître en l'acquittant lors du conseil de guerre du 11 janvier. Le double crime est consommé : « Condamnation d'un innocent, acquittement d'un coupable ». Il reste à Zola, en conclusion, à asséner ses accusations nominatives contre les hommes qu'il considère comme responsables du crime, par une anaphore de la formule « j'accuse… ».

#### Une forme efficace

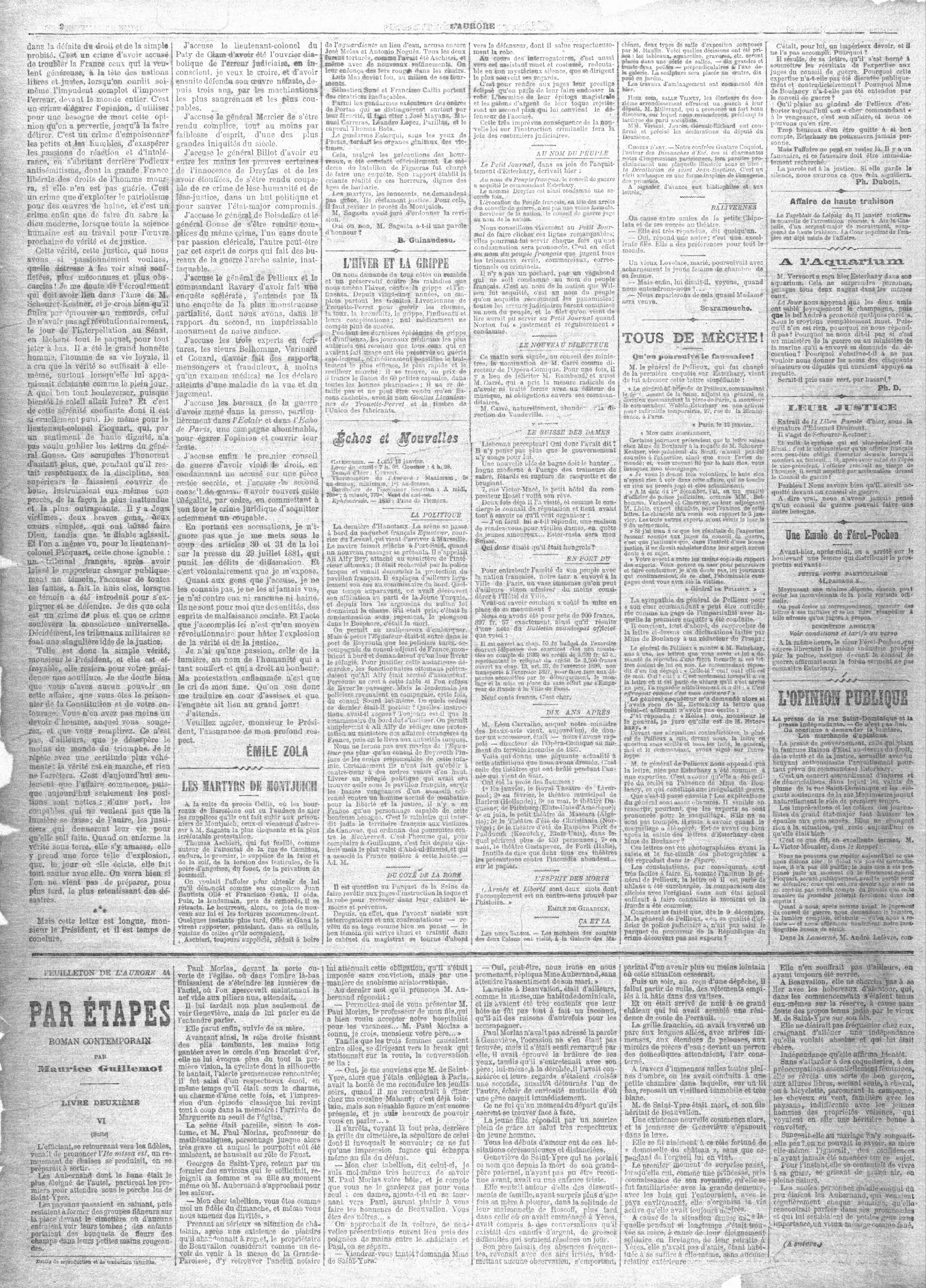
La fin de « J’accuse… ! », page 2 de L'Aurore.

La forme employée par Zola est assez révolutionnaire en regard du support utilisé pour exprimer sa révolte. L'article est très long, avec environ 4 570 mots. Il court sur pas moins de huit colonnes, dont l'intégralité de la première page de L'Aurore.
C'est une première dans cette presse d'opinion d'habitude très modérée dans la forme, dont les grands éditoriaux dépassent rarement deux colonnes en première page. En outre, la plupart de ces journaux ne publient que sur quatre pages à cette époque, un espace fort limité. « J’accuse… ! » occupe ainsi près d'un tiers de la surface utile de l'édition du 13 janvier 1898.

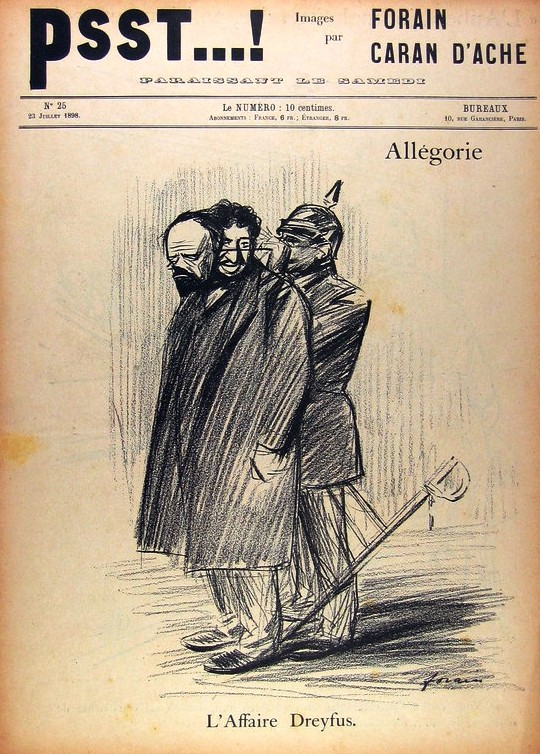
En réaction à « J’accuse… ! », Psst…! parodie le fameux titre de L'Aurore.

Le titre est formé d'un simple verbe, en deux syllabes. La composition typographique en a été particulièrement soignée. Les deux majuscules initiales et les trois points de suspension suivis d'un point d'exclamation renforcent l'aspect dramatique de la proclamation.
Ce dispositif typographique, un peu oublié aujourd'hui, a marqué les contemporains de l'Affaire, et peut être comparé au logo de nos marques modernes. Au point que lorsque des anti-dreyfusards publient en réaction un périodique antisémite, le titre choisi est « psst…! ». Une interjection qui, reprenant les artifices typographiques de « J’accuse… ! », accentue le mépris dans la réplique.
Ce titre barre ainsi tout le haut de la première page en manchette, composé de grandes lettres de bois. Le gros titre est suivi du titre initialement choisi par Zola, en forme de sous-titre, dans un corps de caractère plus petit. Puis, enfin, le nom de l'auteur du texte, fait rare, mais nécessaire car le titre étant à la première personne il était indispensable d'identifier immédiatement l'auteur de l'accusation.
Il n'est pas, en effet, dans les usages de donner le nom de l'auteur d'un article en titre.
Souvent, les articles ne sont pas signés ; et lorsqu'ils le sont c'est au bas de la colonne, même si son auteur est renommé. Cette « titraille » massive paraît comprimer le texte, austèrement aligné sur les six colonnes de la première page. Rien n'est là pour détourner l'attention du lecteur, aucune illustration. Le texte dans toute sa rigueur, comme il sied dans les journaux d'opinion. Seule concession typographique, les parties sont séparées par des astérisques, afin de concéder une petite respiration au lecteur.
La forme, c'est aussi le style, un style efficace. Et ici, plus que jamais, Zola donne la pleine puissance de sa rhétorique et de son savoir-faire d'écrivain. Henri Mitterand emploie l'expression de « blitzkrieg du verbe ». Usant en effet de tous les artifices littéraires, l'écrivain montre comment le bon mot est l'outil politique par excellence. Son éloquence agite son texte par l'usage de la grande rhétorique oratoire, pour un résultat certain.
Tous ces effets de style apportent une vision dramaturgique, dans le but de retenir l'attention du lecteur, devant la grande longueur du texte.
Mais c'est aussi, surtout par l'emploi des répétitions, des parallélismes et des symétries, des clausules, des moyens de renforcer l'attaque et d'arriver à la conclusion, en forme anaphorique, de « coups de bélier » de la litanie finale, sommet pamphlétaire,.

#### Le fond: entre défense et réquisitoire

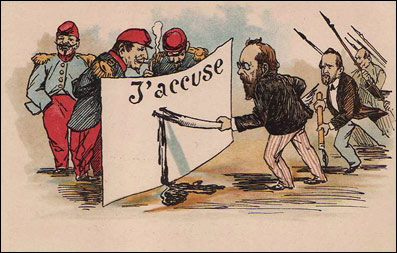
Carte postale caricaturant Zola après la publication de son article.

L'historiographie, a souligné la rupture incarnée par « J’accuse… ! », contrastant de manière importante avec toute l'œuvre journalistique passée d'Émile Zola. Certes acerbes, pertinents, piquants, ses articles déjà publiés n'allaient jamais au-delà d'une certaine mesure, dont la transgression n'aurait sans doute pas été permise par les supports de presse ayant accueilli le romancier. Aussi Émile Zola passe-t-il pour un redoutable escrimeur du verbe, mais sans doute pas au point d'ébranler l'échiquier politique, comme le revendiquent un Drumont ou un Rochefort.
« J’accuse… ! » est une surprise pour les contemporains, surpris de lire une telle violence, un engagement aussi clair, sans aucune équivoque, mais aussi une telle exposition au danger, sous la plume d'un écrivain jusqu'ici rangé, estimé et tranquille. Zola proclame dès le début l'innocence de Dreyfus :
« Mon devoir est de parler, je ne veux pas être complice. Mes nuits seraient hantées par le spectre de l'innocent qui expie là-bas, dans la plus affreuse des tortures, un crime qu'il n'a pas commis. »
Mais, ce faisant, il inverse les rôles, et de celui d'avocat, il endosse l'habit du procureur, d'accusateur public. Très agressif, le texte se veut une attaque des acteurs militaires de l'affaire. Zola y désigne nommément les généraux, les officiers responsables de l'erreur judiciaire ayant entraîné le procès et la condamnation, les experts en écritures, les civils, experts, coupables de « rapports mensongers et frauduleux ».
Il met aussi en cause les bureaux de l'armée responsables d'une campagne de presse mensongère, ainsi que les deux conseils de guerre « dont l'un a condamné Dreyfus sur la foi d'une pièce restée secrète, tandis que le second acquittait sciemment un coupable ». L'article s'achève sur la célèbre litanie accusatrice en forme d'anaphore, qui livre au public les noms des coupables à sa vindicte :
«  J'accuse le lieutenant-colonel du Paty de Clam d'avoir été l'ouvrier diabolique de l'erreur judiciaire, en inconscient, je veux le croire, et d'avoir ensuite défendu son œuvre néfaste, depuis trois ans, par les machinations les plus saugrenues et les plus coupables.

J'accuse le général Mercier de s'être rendu complice, tout au moins par faiblesse d'esprit, d'une des plus grandes iniquités du siècle.
J'accuse le général Billot d'avoir eu entre les mains les preuves certaines de l'innocence de Dreyfus et de les avoir étouffées, de s'être rendu coupable de ce crime de lèse-humanité et de lèse-justice, dans un but politique et pour sauver l'état-major compromis.
J'accuse le général de Boisdeffre et le général Gonse de s'être rendus complices du même crime, l'un sans doute par passion cléricale, l'autre peut-être par cet esprit de corps qui fait des bureaux de la guerre l'arche sainte, inattaquable.
J'accuse le général de Pellieux et le commandant Ravary d'avoir fait une enquête scélérate, j'entends par là une enquête de la plus monstrueuse partialité, dont nous avons, dans le rapport du second, un impérissable monument de naïve audace.
J'accuse les trois experts en écritures, les sieurs Belhomme, Varinard et Couard, d'avoir fait des rapports mensongers et frauduleux, à moins qu'un examen médical ne les déclare atteints d'une maladie de la vue et du jugement.
J'accuse les bureaux de la guerre d'avoir mené dans la presse, particulièrement dans L'Éclair et dans L'Écho de Paris, une campagne abominable, pour égarer l'opinion et couvrir leur faute.

J'accuse enfin le premier conseil de guerre d'avoir violé le droit, en condamnant un accusé sur une pièce restée secrète, et j'accuse le second conseil de guerre d'avoir couvert cette illégalité, par ordre, en commettant à son tour le crime juridique d'acquitter sciemment un coupable. »
Pour ses contemporains, le grand intérêt de l'article de Zola réside dans le résumé consolidé des différents événements constituant les quatre premières années de l'affaire Dreyfus, auquel le lecteur accède pour la première fois. Zola leur raconte l'histoire complète. Il faut, en effet, se mettre à la place du lecteur de l'affaire Dreyfus qui lit, çà et là et par petits bouts, le déroulement de ce feuilleton à ressorts compliqués.
Comme la presse cherche le scoop et les rebondissements fort nombreux, des détails sans importance sont discutés par le menu au détriment de la vision globale du récit de « l'Affaire ». L'écrivain remet donc les « pendules à l'heure » en livrant un récit entier, bâti sur la documentation dont il dispose à ce moment-là.
Mais Zola n'y fait pas œuvre d'historien ou de juriste. Lui-même, et ceux qui l'ont alimenté en informations, ont commis d'importantes erreurs, simplement par le fait qu'ils ignoraient à cette époque une partie des circonstances et des faits. Par exemple, Zola limite la responsabilité du ministre de la Guerre de l'époque, le général Auguste Mercier, en exagérant le rôle de Du Paty de Clam et en ignorant totalement le commandant Henry, pourtant un acteur essentiel de l'affaire Dreyfus. « J’accuse… ! » n'est donc pas un texte historique dans ses détails mais il est, du propre aveu de son auteur, un moyen, un tournant décisif de l'affaire Dreyfus. C'est un texte politique.
Zola sait à quoi il s'expose et prévient le lecteur. Il contrevient, en effet, aux articles 30 et 31 de la loi sur la presse du 29 juillet 1881, ce qui va l'amener à être inculpé de diffamation publique. Il ne dispose, en effet, d'aucune preuve en appui de ses accusations.
Aux termes de la loi, ce délit est passible des assises, ce qui occasionne une délibération par un jury populaire. Tout est dans cet espoir pour Zola : que des hommes indépendants puissent rendre une décision de justice elle-même indépendante des militaires.

## Conséquences de la publication de «J’accuse…!»

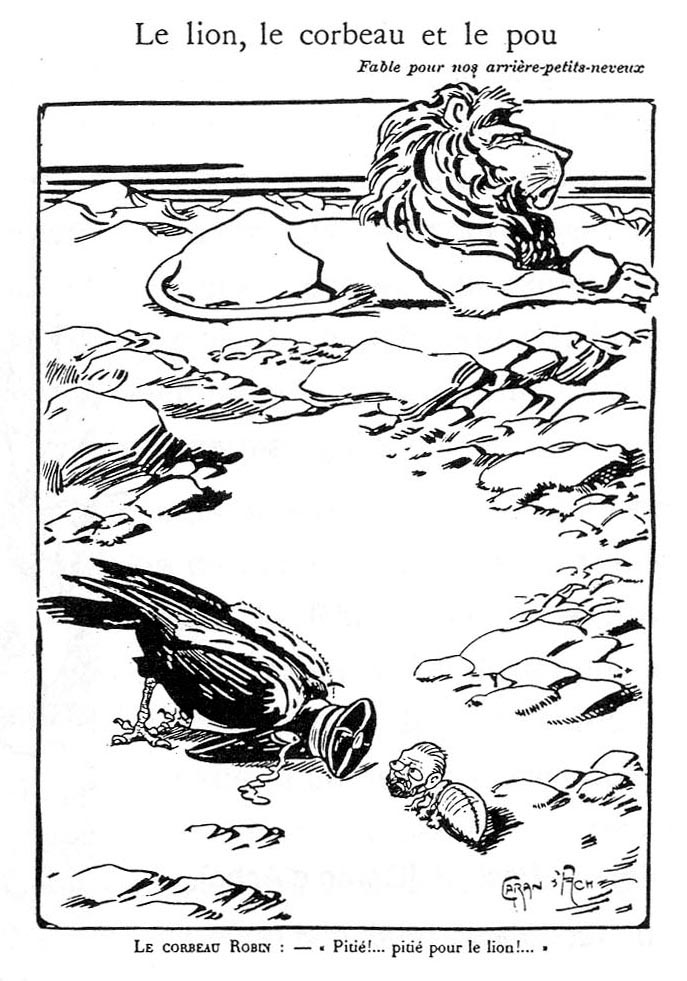
Le Lion, le Corbeau et le Pou, caricature anti-dreyfusarde de Caran d'Ache parue dans Psst…!.

Contrairement à une idée reçue selon laquelle l'article de Zola a reçu un accueil très favorable de la part de ses lecteurs, l'écrivain doit faire face à une hostilité quasi générale dès le premier jour de sa publication.
Que ce soit dans les cercles politiques, artistiques et littéraires, universitaires, journalistiques ou militaires, les attaques directes de Zola contre les pouvoirs publics et l'armée ont choqué ses contemporains. Seule une minorité salue l'action de l'écrivain.
La seconde « affaire Dreyfus », celle qui va passionner les foules pendant plusieurs années, vient de commencer. L'affaire Dreyfus devient « l'Affaire » tout court, c'est-à-dire non plus une simple problématique autour de la question judiciaire, mais un véritable affrontement politique et social.

### Relance de l'affaire Dreyfus
La première conséquence de « J’accuse… ! », c'est l'affaire Dreyfus relancée. Dreyfus avait été jugé deux fois, en 1894 et indirectement lors du procès Esterhazy qui venait de se dérouler. Si bien que Jules Méline, le président du Conseil, affirme « qu'il n'y avait plus d'affaire Dreyfus ».
En réponse, l'écrivain invente donc une affaire Zola, qui se substitue aux deux autres, en s'exposant aux poursuites judiciaires civiles afin d'extraire l'affaire Dreyfus des mains militaires. À partir de ce moment, l'enchaînement implacable des faits provoquera l'écroulement de l'édifice mensonger créé par les militaires, aboutissant à la révision du procès de 1894, moins d'un an après l'article écrit par le romancier.

#### Surprise et rassemblement du camp dreyfusard
L'émotion et la surprise autour des accusations proférées par Zola sont si fortes, qu'elles entraînent, à moyen terme, un sursaut de l'opinion. Très petit était le cercle des initiés sur les véritables intentions d'Émile Zola. Mathieu Dreyfus, frère du condamné, découvre le pamphlet au matin du 13 janvier. Il savait une intervention de Zola imminente mais, admiratif, « ne l'attendait pas aussi énergique, aussi forte ».
Scheurer-Kestner et Clemenceau sont plus réticents, voire hostile pour ce qui concerne le vice-président du Sénat, estimant qu'il est hasardeux de se livrer au jury des assises. Mais d'une manière générale, le camp dreyfusard, très atteint par l'acquittement du commandant Esterhazy, et passé le moment de surprise, sort encouragé par l'intervention puissante de l'écrivain. Car tactiquement, Zola, aidé de Leblois, Clemenceau et de l'état-major de l'Aurore, joue un coup d'une certaine habileté.
Seulement une journée après le verdict, les anti-dreyfusards n'ont pas le temps de fêter leur victoire que, déjà, les voilà à nouveau sur la défensive, Zola leur ayant repris l'initiative. Pour les dreyfusards, la nouvelle de l'engagement résolu d'Émile Zola est inespérée, et la violence conjuguée à la justesse du propos force chacun à prendre position, pour ou contre. Le débat est donc bien relancé, prolongé par une nouvelle étape judiciaire, dans un tribunal civil cette fois, imposée aux pouvoirs publics par un écrivain-journaliste .

#### Stupeur et fureur anti-dreyfusarde

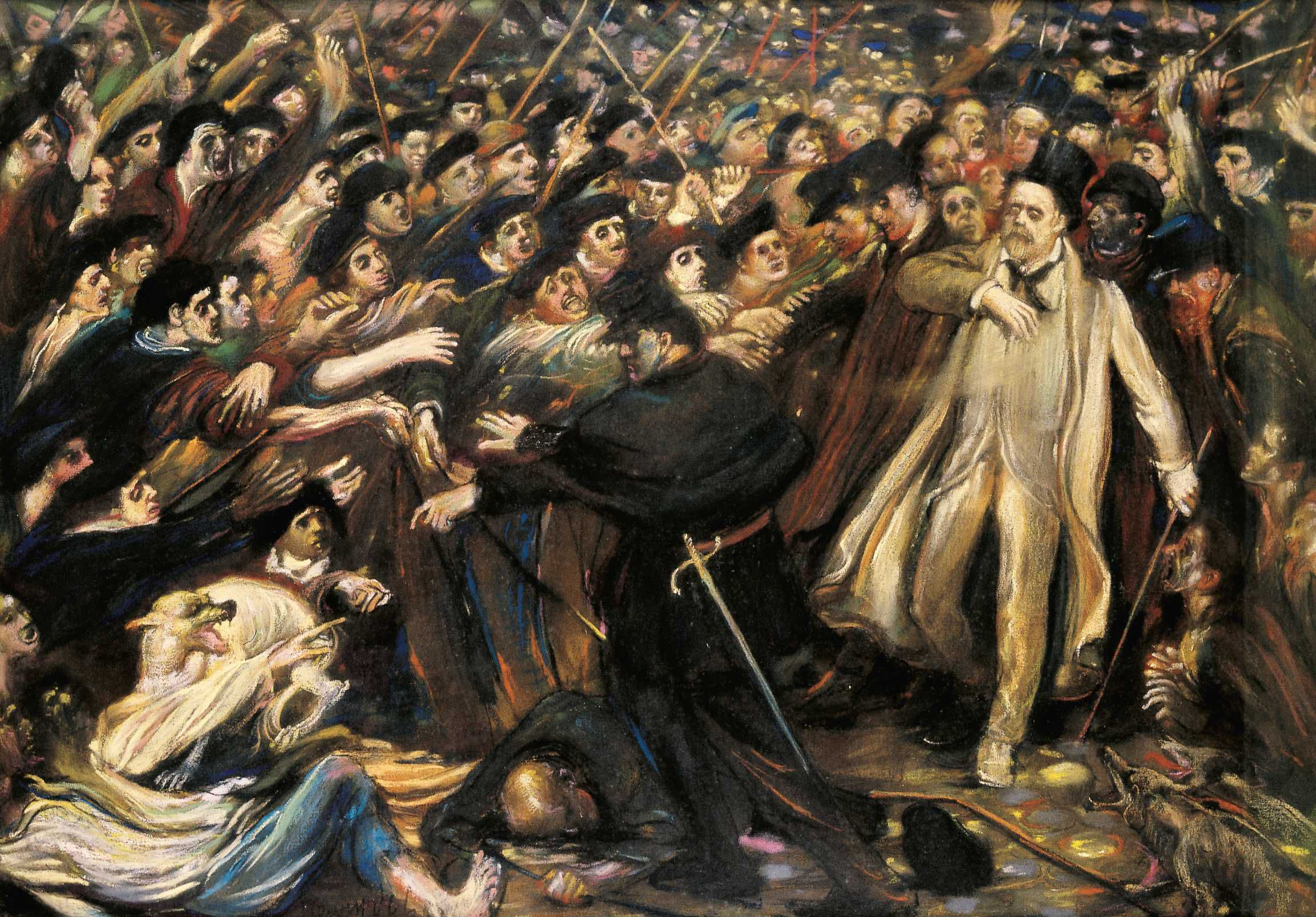
Zola aux outrages, huile sur toile de Henry de Groux (1898), montrant l'écrivain à la sortie du Tribunal et faisant écho au thème religieux classique du Christ aux outrages.

Dans le camp anti-dreyfusard, c'est la stupeur, mêlée de furie vindicative.
Ces réactions violentes cachent mal le malaise que le coup porté par Zola ne manque pas d'installer. Les éditorialistes nationalistes et antisémites tels Judet, Rochefort ou Drumont, comprennent immédiatement l'importance de l'engagement de l'écrivain, dans sa puissance et sa détermination. Chez Drumont, dans sa Libre Parole, on note même un soupçon d'admiration pour le courage de Zola. Ce sentiment est bien vite effacé par le torrent déversé contre lui par la presse dans son immense majorité.
Du côté politique, l'hostilité est quasi unanime, la forme de « J’accuse… ! », jugée injurieuse, l'emportant sur le fond. Le jour de la parution, la décision est prise, par le gouvernement, de ne pas réagir aux attaques. Le but est de refuser un nouveau combat juridique, d'autant plus dangereux qu'il se déroulerait aux assises, devant un jury populaire. Mais le député catholique Albert de Mun, en interpellant le gouvernement tout au long de la journée du 13 janvier, force le ministre de la Guerre, le général Billot, puis le président du Conseil, Jules Méline, à se positionner en faveur de poursuites contre Zola. Le fait en est acquis dès la fin de la journée.
Du côté des militaires, les accusés désignés par le pamphlet d'Émile Zola, la réaction est encore plus dramatique. La panique est totale, notamment chez plusieurs acteurs de « l'Affaire » comme Esterhazy, qui cherche à s'enfuir. Cette terreur est vite calmée par les cerveaux militaires de l'Affaire, qui commencent à préparer immédiatement la riposte judiciaire s'imposant désormais à eux.

### Conséquences politiques et sociales

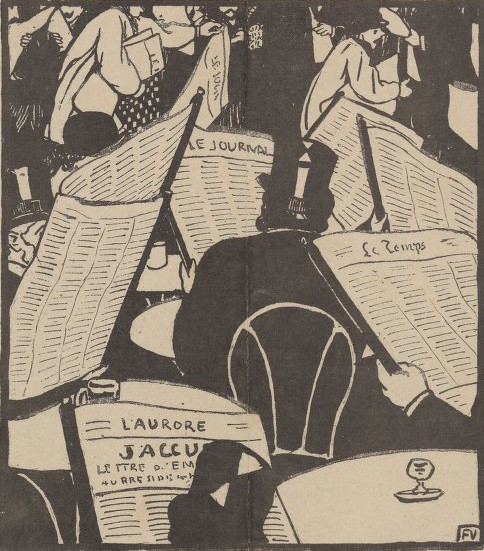
L'âge du papier par Félix Vallotton. Eau forte publiée le 23 janvier 1898 dans le Cri de Paris.

#### Radicalisation politique
De l'unanimité politique dans la condamnation du « traître Dreyfus » en 1894, le monde politique se divise peu à peu à l'image de la population elle-même, à mesure des révélations. Cette scission en deux camps radicalement opposés est une conséquence de la publication du pamphlet de Zola, et du procès qui s'ensuit un mois plus tard.
La gauche républicaine dans son ensemble change d'avis, éclairée par les preuves des manipulations politiques et militaires.
À l'image de Clemenceau ou Jaurès, très hostiles à Dreyfus en 1894, ils finissent par être convaincus par les plus chauds partisans du capitaine en comprenant les réalités du dossier. Ils s'engagent dès lors totalement pour la réhabilitation du capitaine Dreyfus.
Mais par cette scission, la France politique restera durablement coupée en deux camps irréductibles. René Rémond voit même, dans cet événement, l'une des origines de l'affrontement droite-gauche, encore en vigueur de nos jours.

#### L'engagement des «intellectuels»
Un homme de lettres s'engage résolument dans un combat pour la justice, politique et sociale. Le réquisitoire journalistique de Zola convainc. De nombreux intellectuels signent alors, à sa suite, une « protestation » en faveur de la révision du procès, publiée elle aussi par L'Aurore dès le lendemain de « J’accuse… ! ». C'est la première des nombreuses pétitions qui vont rassembler de plus en plus d'intellectuels. Parmi eux, Anatole France, Georges Courteline, Octave Mirbeau ou Claude Monet, mais aussi Charles Péguy, Lugné-Poe, Victor Bérard, Lucien Herr ou Alfred Jarry. Les signatures ont été recueillies par des étudiants ou de jeunes écrivains comme Marcel Proust.
Ces pétitions rassemblent aussi d'éminents scientifiques tel Émile Duclaux, directeur de l'Institut Pasteur.
Les pétitions des quarante écrivains, des artistes, de l'Université, des scientifiques totalisent 1 482 signatures. Mais l'engagement de l'élite ne dépassera pas les 2 000 intellectuels, du fait des pressions et des risques importants sur les carrières. Ils formeront quand même l'ossature dreyfusarde, ceux qui par leur esprit et leur engagement vont parvenir à convaincre une partie des pouvoirs publics de la nécessité de réviser le procès d'Alfred Dreyfus.

#### Le quatrième pouvoir

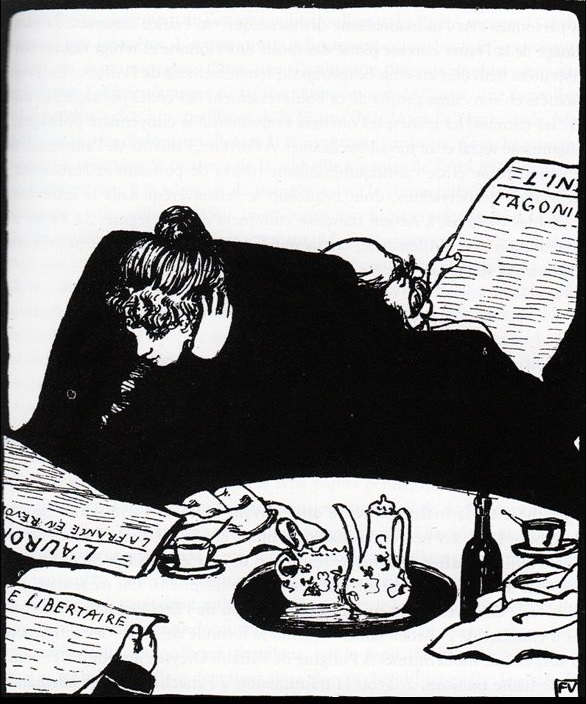
En famille de Félix Vallotton dans Le Cri de Paris. La presse, seul moyen d'information disponible, touche quasiment tous les Français.

Gagnant en puissance depuis une vingtaine d'années, la presse populaire et d'opinion franchit un nouveau cap avec « J’accuse… ! », s'imposant désormais comme un contre-pouvoir à part entière. Zola, longtemps journaliste lui-même, a su employer efficacement cet outil qu'il maîtrise. Il est secondé de professionnels de la presse, comme Vaughan, qui réalisent immédiatement la forte teneur du « coup médiatique » imaginé par Zola et lui apportent les moyens d'une diffusion massive par un fort tirage, une distribution à forte densité, un affichage publicitaire massif. Devant les défaillances successives des pouvoirs judiciaire, exécutif et législatif, incapables de la moindre remise en cause, c'est donc un article violent, imprimé sur un petit journal d'opinion, qui relance définitivement l'affaire Dreyfus et fait aboutir à la révision du procès de 1894. Dans ces proportions, c'est une première, parfaitement consciente et voulue par Émile Zola, qui parle d'un « moyen révolutionnaire pour hâter l’explosion de la vérité et de la justice ».
Bien que la presse soit encore à plus de 90 % anti-dreyfusarde en 1899, « J’accuse… ! » est entré au Panthéon journalistique comme l'exemple de sa puissance sur les foules et contre l'abus de pouvoir. Mais l'adhésion au geste de Zola par la population dans son ensemble est tardif, la reconnaissance de son acte n'intervenant vraiment que dans la seconde moitié du XXe siècle.

#### Création de la Ligue des droits de l'Homme
Ludovic Trarieux, député puis sénateur de la Gironde, est nommé garde des Sceaux peu après la dégradation du capitaine Dreyfus, le 26 janvier 1895. Rapidement, il acquiert la conviction que les formes légales n'ont pas été respectées lors des différentes étapes judiciaires qui ont mené à la condamnation de Dreyfus au bagne. Et, notamment, Gabriel Hanotaux, ministre des Affaires étrangères, le met au courant de l'existence d'une pièce secrète (Ce canaille de D…, nommée ainsi car elle contient cette expression) transmise aux juges en dehors de l'accusé et de ses défenseurs. Mais il ne bouge pas, absorbé par les obligations de son ministère.
Libéré de ses obligations ministérielles à la fin du mois d'octobre 1895, il est le seul sénateur de l'hémicycle à soutenir Auguste Scheurer-Kestner lors de son interpellation du gouvernement Jules Méline à propos de Dreyfus, à l'automne 1897. Témoin crucial du procès Zola, il comprend, à cette occasion, qu'une organisation visant à la défense des libertés individuelles doit être mise en place en France. En cela, il s'inspire des ligues humanistes créées notamment en Grande-Bretagne dans la seconde moitié du XIXe siècle.
C'est donc à l'issue du procès d'Émile Zola qu'a lieu la première réunion jetant les bases de la future Ligue des droits de l'Homme le 25 février 1898. Cette organisation voit officiellement le jour le 4 juin 1898 et réunit les principaux intellectuels dreyfusards autour de son président, Ludovic Trarieux. Trarieux restera président de la Ligue jusqu'à sa mort, survenue le 13 mars 1904, soit deux années avant la réhabilitation d'Alfred Dreyfus.

### Conséquences pour Émile Zola

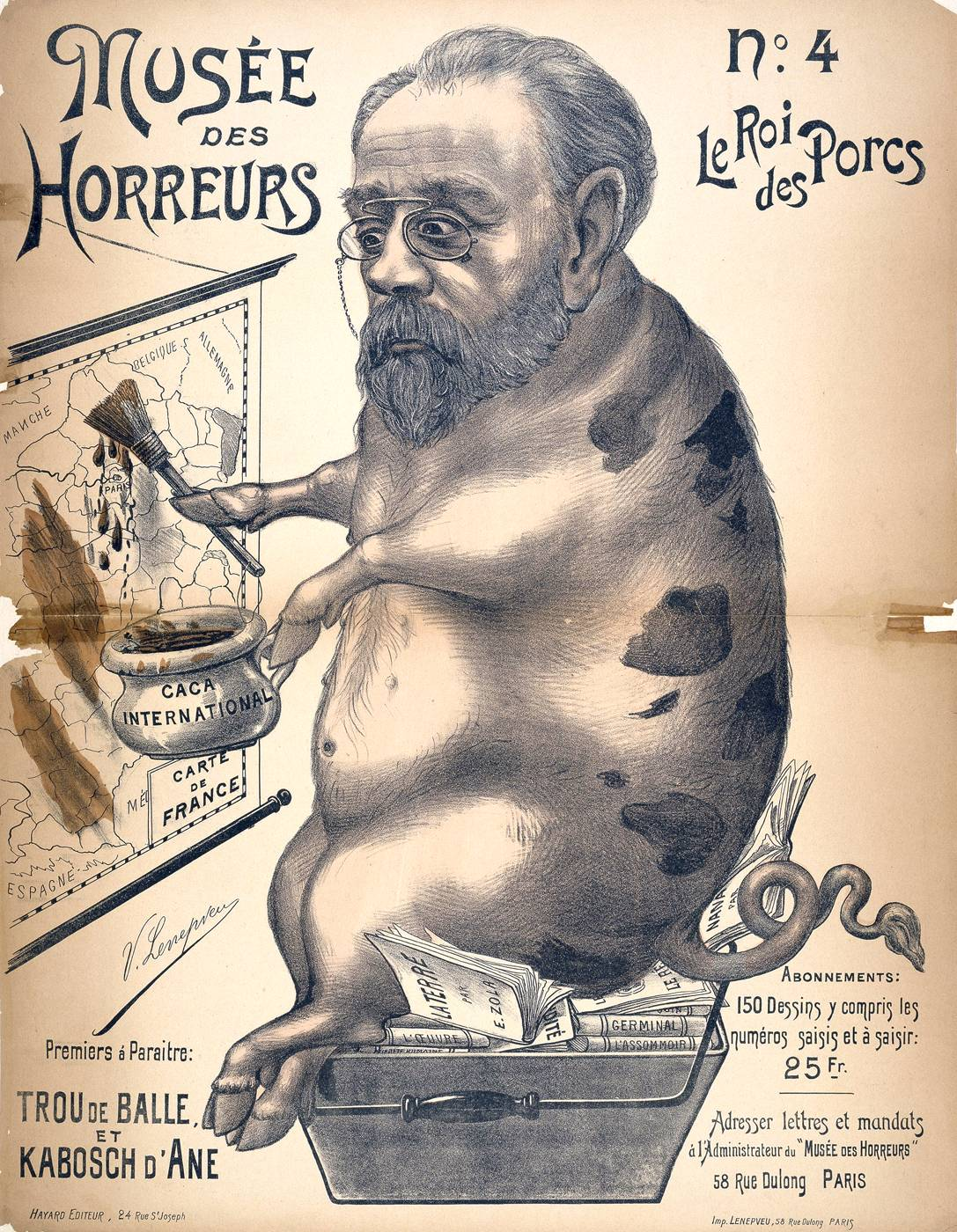
« Le roi des porcs », caricature dans le Musée des horreurs. Émile Zola devient la cible privilégiée du courant anti-dreyfusard.

Les conséquences de l'engagement de Zola ont été majoritairement difficiles pour l'écrivain. « J’accuse… ! » a totalement relancé l'Affaire et lui a donné une dimension sociale et politique qu'elle n'avait pas jusqu'alors. L'homme de lettres apparaît bien comme celui qui en est à l'origine pour la postérité.
Zola sort donc de ses démêlés judiciaires avec une stature du justicier pour toute une frange de la population, défenseur de valeurs de tolérance, de justice et de vérité. En témoignent les innombrables hommages qui lui sont rendus, dès février 1898. On notera le Livre d'hommage des Lettres françaises à Émile Zola, gros ouvrage de 500 pages réalisé à l'initiative d'Octave Mirbeau. Une centaine de contributions individuelles le composent, écrites par pratiquement tous ceux qui comptent en littérature française et belge.
Zola reçoit de nombreux messages de soutien, mais aussi des lettres d'injures et de menaces à coloration antisémite ou xénophobe (le père de Zola était un grand ingénieur de travaux publics italien). Par ailleurs, cet engagement coûte très cher au romancier. Sur le plan financier, tout d'abord. Puisqu'il est en fuite, donc dans l'impossibilité de payer ses condamnations, la Justice fait saisir ses biens et les vend aux enchères.

#### L'injure
Avec « J’accuse… ! », Zola devient la cible unique des anti-dreyfusards. La montée en puissance du mouvement dreyfusard, à partir de 1896, n'avait pas permis à ses adversaires d'identifier un leader sur qui déverser leur vindicte. La famille avait été exclue, les premiers dreyfusards (Forzinetti, Lazare) simplement méprisés. L'engagement d'Auguste Scheurer-Kestner avait concentré un feu nourri de la presse nationaliste. Mais celle-ci tendait à se retenir devant le prestige de l'homme politique, vice-président du Sénat et Alsacien ultra-patriote.

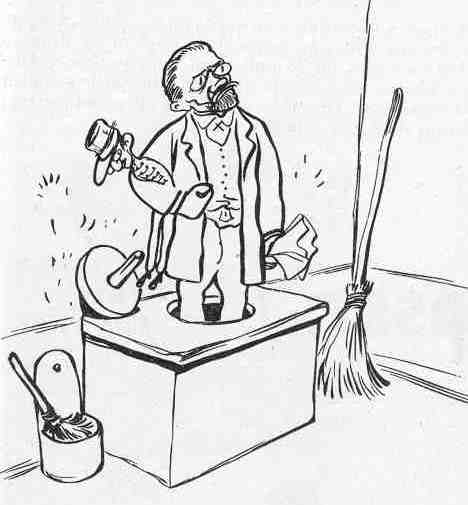
« Coucou, le voilà », caricature de Caran d'Ache dans Psst…!, 1898.

Ces assauts décidèrent tout de même Zola à intervenir dans Le Figaro de manière relativement modérée. Mais l'engagement de l'écrivain avec « J’accuse… ! » change complètement la situation dans le cadre de l'affaire Dreyfus. Les anti-dreyfusards trouvent immédiatement leur cible, car selon eux, Zola incarne l'image rêvée de l'adversaire. Écrivain célébré, mais sulfureux, taxé de « pornographie », stigmatisé et mis à l'index, notamment pour Lourdes qui vient de paraître, haï par la gent militaire qui ne lui a pas pardonné son roman La Débâcle, Zola représente l'apatride, le mécréant et l'antimilitariste qu'abhorre cette population choquée par « J’Accuse… ! ».
C'est donc un « intellectuel » qui devient, du jour au lendemain, la cible privilégiée des anti-dreyfusards. Insulté, traité d'« italianasse », caricaturé à outrance (des centaines d'articles et de caricatures paraissent, parfois même par journaux entiers), objet de menaces écrites et verbales, Zola subit ces foudres nationalistes et racistes, sans jamais renoncer. Le point culminant de cette persécution est atteint en 1899, au moment où la révision du procès Dreyfus étant entamée, les anti-dreyfusards se déchaînent. Elle ne cessera véritablement jamais jusqu'à la mort de l'écrivain en 1902.

#### La calomnie
La calomnie frappe Zola par surprise au matin du premier jour de son second procès en mai 1898. Visant François Zola, père de l'écrivain, cette attaque est lancée par Ernest Judet, rédacteur en chef du Petit Journal. Elle se traduit par une campagne de presse qui remet en cause l'honnêteté de François Zola au moment où celui-ci s'était engagé dans la Légion étrangère, vers 1830. Le père de Zola y est ouvertement accusé de détournement de fonds et d'avoir été chassé de l'armée pour ces faits. L'objectif est d'atteindre Zola au travers d'une attaque ad hominem, qui prendrait l'auteur des Rougon-Macquart au piège de ses principes d'hérédité, insinuant un « Tel père, tel fils » de principe pour expliquer sa supposée aversion de l'armée.
Zola se lance alors dans une enquête fouillée sur son père, dont il ne connaissait pas toute la vie et il démonte point à point les arguments du journaliste nationaliste de manière factuelle. Il prouve, en outre, que les documents sur lesquels Judet s'appuie sont des faux grossiers en écrivant trois articles dans L'Aurore des 23 janvier, 24 janvier et 31 janvier 1900. Les faux sont réalisés en partie par le lieutenant-colonel Henry, quelques mois avant son suicide.
Il s'ensuit un procès, duquel Zola est acquitté, ayant réussi à établir les mensonges du journaliste, et dans lequel il apparaît que l'état-major de l'armée est à l'origine de cette campagne contre Zola. Toutefois, Zola affirme qu'il n'a jamais regretté son engagement, quel qu'en ait été le prix. Il a écrit dans ses notes : « Ma lettre ouverte [« J'accuse… ! »] est sortie comme un cri. Tout a été calculé par moi, je m'étais fait donner le texte de la loi, je savais ce que je risquais. »

#### La condamnation

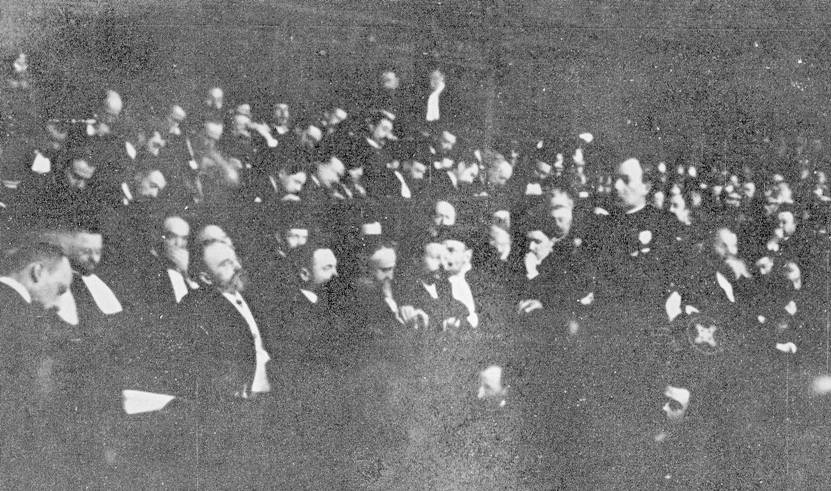
Le 9 février 1898, lors de la deuxième audience du procès, le général Mercier dépose devant Zola, attentif.

En conclusion de son article, Zola appelle de ses vœux un procès devant les assises afin de faire éclater la vérité. Il espère substituer une affaire Zola aux affaires Dreyfus et Esterhazy, sur lesquelles il est interdit de revenir, puisqu'elles ont été jugées. L'indécision est grande dans les pouvoirs publics, qui hésitent à traduire l'écrivain devant le tribunal.
La première attitude, chez les politiques et les militaires, est de laisser dire. Le risque est, en effet, trop important de voir étalées au grand jour les irrégularités inadmissibles du procès de 1894. Mais toute la journée du 13 janvier, Albert de Mun, député conservateur, pousse le gouvernement à adopter une position claire. Successivement dans l'après-midi, Jules Méline, président du Conseil, et le général Billot, ministre de la Guerre, se succèdent dans l'Hémicycle pour annoncer les poursuites.
Le 18 janvier, la plainte contre Émile Zola est déposée, dans laquelle seuls trois passages courts de « J’accuse… ! » sont retenus contre l'écrivain :
« Première colonne, première page : « Un Conseil de guerre vient, par ordre, d'oser acquitter un Esterhazy, soufflet suprême à toute vérité, à toute justice. Et c'est fini, la France a sur sa joue cette souillure. L'histoire écrira que c'est sous votre présidence qu'un tel crime social a pu être commis ».

Sixième colonne, première page : « Ils ont rendu cette sentence inique qui à jamais pèsera sur nos Conseils de guerre, qui entachera désormais de suspicion tous leurs arrêts. Le premier Conseil de guerre a pu être inintelligent, le second est forcément criminel ». 

Deuxième colonne, deuxième page : « J'accuse le second Conseil de guerre d'avoir couvert cette illégalité par ordre, en commettant à son tour le crime juridique d'acquitter sciemment un coupable. »
Ainsi, seules dix-huit lignes du journal sur plusieurs centaines sont retenues contre Émile Zola et Alexandre Perrenx, gérant du quotidien. Il est, en effet, jugé à plusieurs reprises car, d'une part, le procès d'assises est cassé et rejugé, et, d'autre part, plusieurs procès connexes sont intentés contre l'écrivain. Le premier procès se déroule du 8 au 23 février 1898, au travers de quinze audiences. La condamnation qui s'ensuit est cassée le 2 avril 1898. Un second procès se déroule le 18 juillet 1898 qui confirme la condamnation.
Finalement, les jugements successifs aboutissent d'une part à une peine d'un an de prison et 3 000 francs d'amende pour les attaques de Zola contre l'état-major (soit, avec les frais de justice, 7 555 francs), de l'autre une condamnation à un mois de prison et 1 000 francs d'amende pour sa dénonciation des trois pseudo-experts, dont chacun doit recevoir 10 000 francs de dommages et intérêts.
Pour échapper à la prison, Zola s'exile en Angleterre dès le 18 juillet, où il passe onze mois dans l'attente d'une révision du procès Dreyfus. L'arrêt de révision renvoyant Alfred Dreyfus devant le conseil de guerre de Rennes est rendu le 3 juin 1899. Zola peut alors rentrer en France où il publie, dans L'Aurore, l'article Justice, dans lequel il se félicite de cette décision. Mais le procès de Rennes est éprouvant pour les dreyfusards, proches du désespoir, et Zola continuera à lutter jusqu'à sa mort pour demander la réhabilitation d'Alfred Dreyfus.

## Postérité de «J’accuse…!»

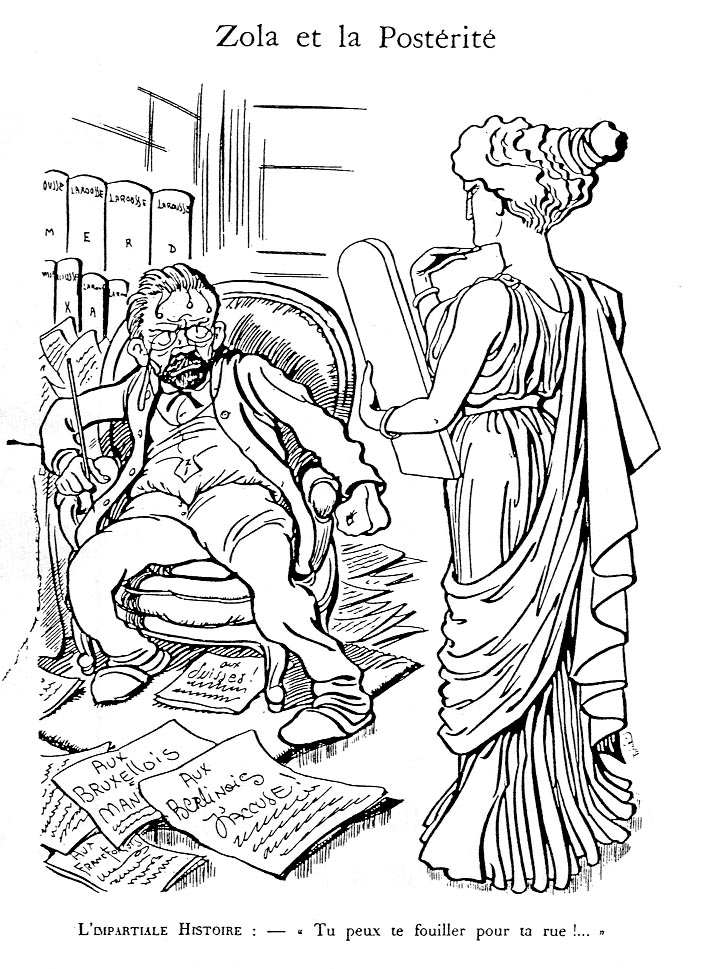
Zola et la Postérité, caricature de Caran d'Ache, 1899.

Probablement l'un des articles parus dans la presse les plus connus au monde, « J’accuse… ! » incarne encore aujourd'hui une œuvre à la fois artistique et littéraire. Plus encore, l'article de Zola est l'exemple de « l'engagement intellectuel pour une cause juste ». Il est, enfin, l'exemple du coup d'éclat médiatique qui bouleverse l'ordre établi et permet la concrétisation d'une action politique.
Nombreux ont été ceux qui, devant une erreur, une injustice, une cause injuste à dénoncer, ont écrit après Zola leur « J’accuse… ! ».
L'instrumentalisation du titre et de son effet fut du même ordre que l'usage de toutes sortes de l'affaire Dreyfus, souvent mal comprise par les récupérateurs.
Pour certains, la dénonciation d'un fait social par l'usage d'un média écrit est un « J'accuse… ! », et ceci, dès la fin du XIXe siècle.
En 1991, le manuscrit original est racheté aux descendants de Zola pour cinq millions de francs avec la participation du fonds du Patrimoine du ministère de la Culture. Il est désormais conservé dans un coffre-fort au département des manuscrits de la Bibliothèque nationale de France. Cette affaire a été présentée, depuis, dans de nombreuses expositions.